# Skorta

Carte du Péloponnèse et ses principales localités au Moyen-Âge

Skorta (τὰ Σκορτὰ) est le nom utilisé aux XIIIe et XIVe siècles pendant la domination latine au Péloponnèse pour désigner la région montagneuse constituant la moitié occidentale de l'Arcadie et séparant les plaines côtières de l'ouest (Élide) et du sud-ouest (Messénie) du plateau arcadien.

## Étymologie
Elle est mentionnée sous la graphie Escorta, notamment dans la version française de la Chronique de Morée, mais apparaît également sous les formes de Skodra (Σκοδρὰ) et de Skorda (Σκορδὰ) dans la chronique de Pseudo-Dorothée de Malvoisie (en). La partie nord de cette zone, autour d'Akova, est aussi connue sous le nom, commun en Grèce, de Mesarea (Μεσαρέα) tandis que le nom de Skorta ne désigne parfois que le sud de la région autour de Karytaina.
L'étymologie de Skorta est incertaine : aucune des solutions proposées ne s'impose. Le toponyme Skorta (il y en a plusieurs dans les Balkans, dont un autre en Grèce, en Béotie) est proche du grec médiéval σκούρο - skoúro (« sombre, ombreux »), du slave méridional шкорда - chkorda (« sombre, ombreux ») et du roman balkanique skourta (« raccourci ») pouvant s'expliquer par le pastoralisme transhumant des slaves, des albanais et des valaques à travers la Grèce médiévale. Dans les éparchies de Gortyne et de Mantinée, aux sources de l'Eurote, des toponymes comme Arachova (radical slave Rakhova avec le "a" préposé au "r" typique de la langue aroumaine), arvanites (comme Arvanito-Kerasia) et valaques (comme Vlacho-Kerasia et Vlacho-Raphti) figurent sur la carte ethnique allemande du Peloponèse, dans une zone qualifiée de « slave ».

## Histoire
Hellénique ou hellénisée, mais en tout cas orthodoxe, la population locale, connue pour son esprit indépendant, n'est jamais totalement soumise aux princes d'Achaïe « latins ». Elle se révolte régulièrement, aidée par les grecs byzantins de la province de Mistra. Pour y faire face, deux des plus puissantes baronnies y sont établies : la baronnie d'Akova au nord et la baronnie de Karytaina (ou de Skorta) au sud.
La région de Skorta se rebelle encore vers 1302, lorsque le prince Philippe Ier de Savoie-Achaïe impose de nouvelles taxes sur les archontes locaux. Profitant de l'absence du maréchal de la principauté, Nicolas III de Saint-Omer, en campagne avec un grand nombre de soldats en Thessalie, les rebelles, aidés par les troupes byzantines de Mistra, prennent et incendient les châteaux de Sainte Hélène et de Crèvecœur, puis assiègent le château de Beaufort. Puis le prince « latin » revient à la tête de son ost, attaque les Grecs qui battent en retraite, et rétablit l'autorité des « Francs latins » dans la région,.
La région de Skorta est conquise par les Ottomans entre 1458 et 1460 et fait dès lors partie de la Grèce ottomane, avec une interruption entre 1687 et 1715 lorsque la région est occupée par les Vénitiens qui la rattachent à leur provéditure de Messénie et la constituent en comté de Caritène dans le cadre de leurs « États de la mer ».

## Sources
- Antoine Bon, La Morée franque : Recherches historiques, topographiques et archéologiques sur la principauté d’Achaïe, Paris, De Boccard, 1969 (lire en ligne)
- (en) Jean Longnon, « The Frankish States in Greece, 1204–1311 », dans Robert Lee Wolff et Harry W. Hazard, A History of the Crusades, Volume II: The Later Crusades, 1189–1311, University of Wisconsin Press, 1969 (ISBN 0-299-06670-3), p. 234–275